# Camissecla vesper
Espèce
Camissecla vesper est une espèce de papillons de la famille des Lycaenidae, de la sous-famille des Theclinae et du genre Camissecla.

## Dénomination
Camissecla vesper a été décrit par Herbert Druce en 1909 sous le nom initial de Thecla vesper.
Synonyme : Angulopis suarezensis Johnson & Kroenlein, 1993.

## Description
Camissecla vesper est un petit papillon aux pattes et aux antennes cerclés de blanc et noir, avec deux fines queues à chaque aile postérieure, une longue et une courte.
Le dessus est bleu clair métallisé bordé de marron grisé.
Le revers est beige orné d'une ligne postdiscale blanche et aux ailes postérieures de deux grosocelles orange pupillés de noir, un entre les queues, l'autre en position anale

## Écologie et distribution
Camissecla vesper est présent en Colombie,  en Équateur, au Pérou et en Guyane,,.

### Protection
Pas de statut de protection particulier.